# Campeonato Europeo de Patinaje Artístico sobre Hielo de 1976
El LXVII Campeonato Europeo de Patinaje Artístico sobre Hielo se realizó en Ginebra (Suiza) del 13 al 18 de enero de 1976. Fue organizado por la Unión Internacional de Patinaje sobre Hielo (ISU) y la Federación Suiza de Patinaje sobre Hielo.

## Resultados

### Masculino
| Puesto | Nombre           | País                          | Puntos |
| ------ | ---------------- | ----------------------------- | ------ |
| Oro    | John Curry       | Reino Unido                   |        |
| Plata  | Vladimir Kovalev | Unión Soviética               |        |
| Bronce | Jan Hoffmann     | República Democrática Alemana |        |

### Femenino
| Puesto | Nombre           | País                          | Puntos |
| ------ | ---------------- | ----------------------------- | ------ |
| Oro    | Dianne de Leeuw  | Países Bajos                  |        |
| Plata  | Anett Pötzsch    | República Democrática Alemana |        |
| Bronce | Christine Errath | República Democrática Alemana |        |

### Parejas
| Puesto | Nombre                             | País                          | Puntos |
| ------ | ---------------------------------- | ----------------------------- | ------ |
| Oro    | Irina Rodnina / Alexandr Zaitsev   | Unión Soviética               |        |
| Plata  | Romy Kermer / Rolf Österreich      | República Democrática Alemana |        |
| Bronce | Irina Vorobiyeva / Alexandr Vlasov | Unión Soviética               |        |

### Danza en hielo
| Puesto | Nombre                                 | País            | Puntos |
| ------ | -------------------------------------- | --------------- | ------ |
| Oro    | Liudmila Pakhomova / Alexandr Gorshkov | Unión Soviética |        |
| Plata  | Irina Moiseyeva / Andrei Minenkov      | Unión Soviética |        |
| Bronce | Natalia Linichuk / Gennadi Karponosov  | Unión Soviética |        |

## Medallero
| Núm. | País                          | Oro | Plata | Bronce | Total |
| ---- | ----------------------------- | --- | ----- | ------ | ----- |
| 1    | Unión Soviética               | 2   | 2     | 2      | 6     |
| 2    | Países Bajos                  | 1   | 0     | 0      | 1     |
| 2    | Reino Unido                   | 1   | 0     | 0      | 1     |
| 4    | República Democrática Alemana | 0   | 2     | 2      | 4     |
|      | TOTAL                         | 4   | 4     | 4      | 12    |